# Chrysolina carnifex
Chrysolina carnifex é uma espécie de inseto pertencente à família Chrysomelidae.

## Subespécies
Tem 6 subespécies conhecidas.
- Chrysolina carnifex burdigalensis Bechyne, 1949
- Chrysolina carnifex coerulescens (Suffrian, 1851)
- Chrysolina carnifex cruentata (Suffrian, 1851)
- Chrysolina carnifex fossulata (Suffrian, 1953)
- Chrysolina carnifex melanaria (Suffrian, 1851)
- Chrysolina carnifex carnifex (Fabricius, 1792)